# Α-Amanityna
α-Amanityna – organiczny związek chemiczny, cykliczny oligopeptyd z grupy amanitotoksyn. Występuje m.in. w muchomorze sromotnikowym i muchomorze jadowitym; dużą zawartość amanityny stwierdzono również w hełmówce obrzeżonej. Amanityna jest cyklicznym oktapeptydem zawierającym kilka nietypowych aminokwasów.

## Działanie
Należy do najsilniej działających toksyn występujących w grzybach (LD50 = 0,1 mg/kg ciała). Jej toksyczne działanie polega na silnym (Kd = 10 nM) wiązaniu się z polimerazą RNA II, powodującym blokadę elongacji RNA podczas syntezy, natomiast w wyższych stężeniach (1 μM) wiąże się również z polimerazą RNA III. Polimeraza RNA I nie jest wrażliwa na tę toksynę.

## Objawy zatrucia
Pierwsze objawy zatrucia zwykle występują z opóźnieniem, po 10–11 godzinach od spożycia, są to na początku bóle brzucha, mdłości, wymioty i biegunka, później występuje znaczne obniżenie ciśnienia krwi, przyspieszenie akcji serca, odwodnienie i wstrząs. Po dwóch dniach może dojść do względnej stabilizacji stanu zdrowia, jednak wówczas pojawiają się objawy uszkodzenia wątroby (działanie hepatotoksyczne). Jeśli dawka spożytej trucizny była duża, śmierć następuje po 4–7 dniach i niemal zawsze spowodowana jest niewydolnością wątroby (śpiączka wątrobowa).